# Hydrallmania franciscana
Hydrallmania franciscana är en nässeldjursart som först beskrevs av Trask 1857.  Hydrallmania franciscana ingår i släktet Hydrallmania och familjen Sertulariidae. Inga underarter finns listade i Catalogue of Life.